# Luftmine

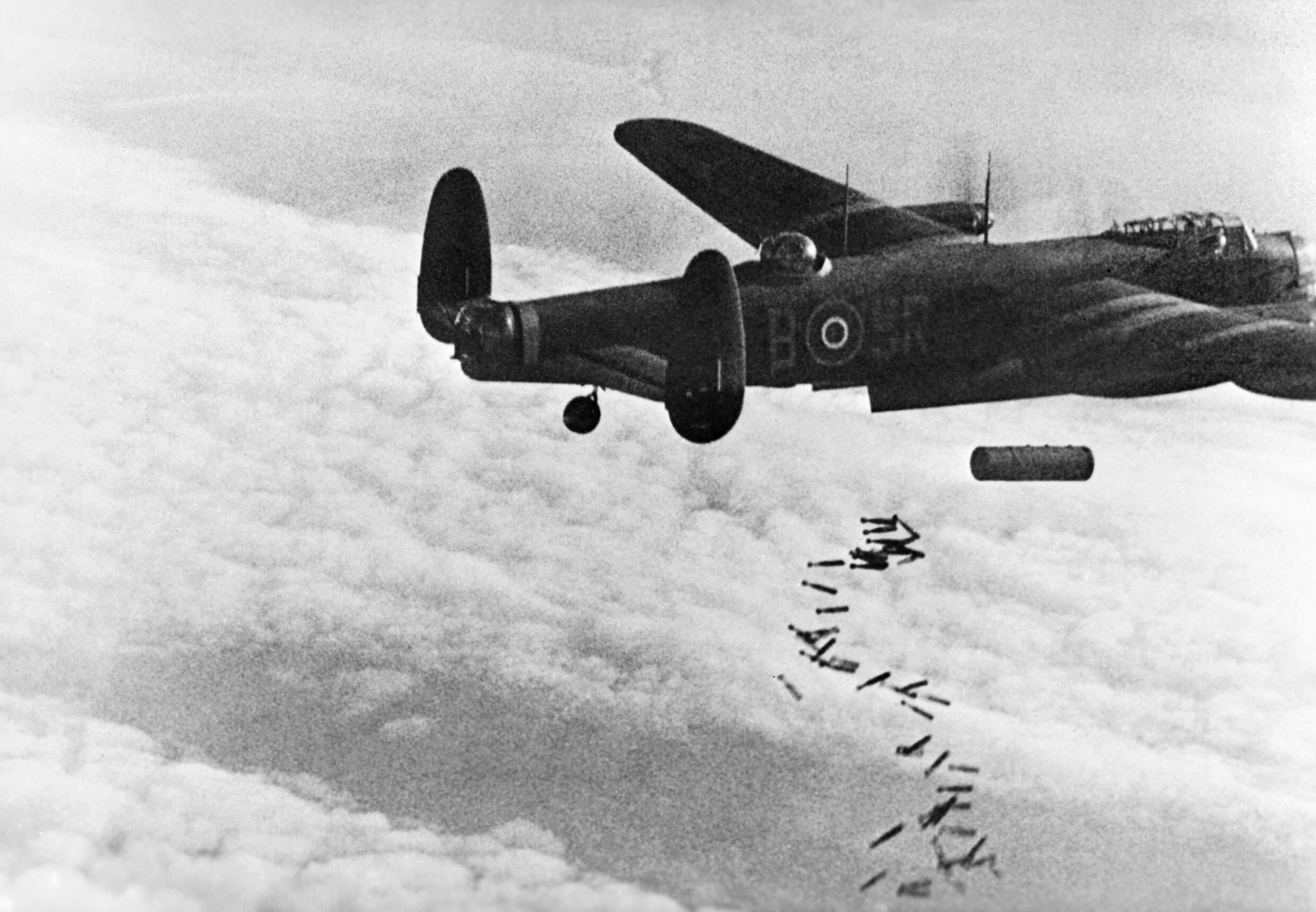
Eine Lancaster wirft 1944 während der Operation Hurricane eine Luftmine und 30-Pfund-Brandbomben über Duisburg ab

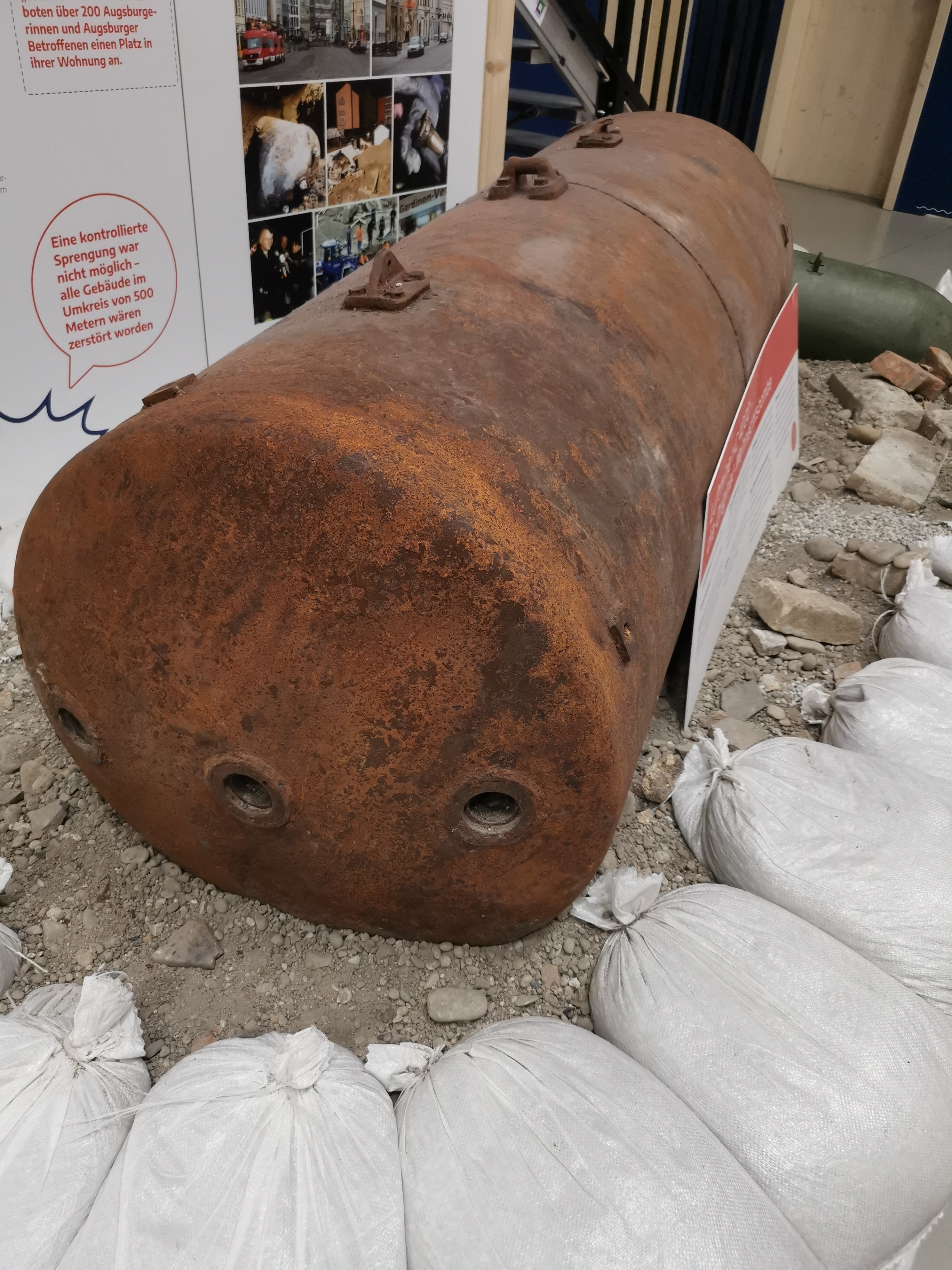
2016 gefundene 1,8-Tonnen-Luftmine im Feuerwehrerlebniszentrum Augsburg.

Eine Luftmine (manchmal auch als Minenbombe, Blockbuster oder Wohnblockknacker bezeichnet) ist eine große, schwerere Sprengbombe, die vor allem im Luftkrieg während des Zweiten Weltkriegs von Flugzeugen abgeworfen wurde. Luftminen werden gegen ungepanzerte Flächenziele verwendet und sind so konzipiert, dass sie eine starke Detonationswelle zur Verwüstung des Umfelds erzeugen.

## Funktionsweise

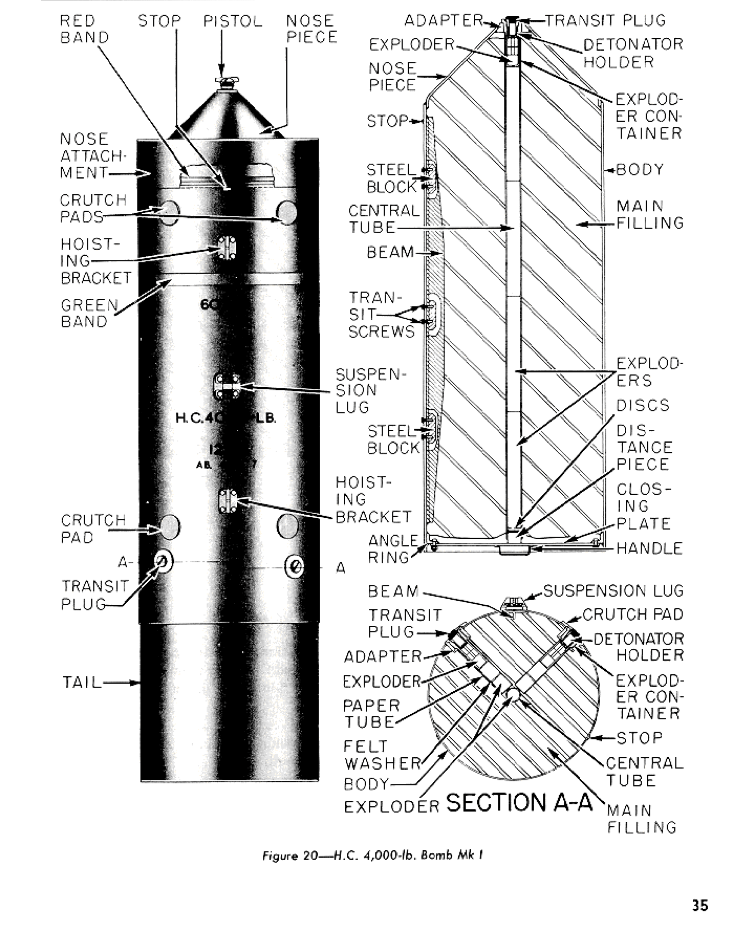
Aufbau eines „Cookie“ Mk I

Luftminen wurden während des Zweiten Weltkrieges im Luftkrieg gegen Städte sowohl von den deutschen als auch von den britischen und US-amerikanischen Luftstreitkräften eingesetzt. Luftminen detonierten nicht – wie es der Name vermuten ließe – in der Luft, sondern zumeist am Boden, ausgelöst durch Aufschlagzünder. Eine direkt in der Luft gezündete Luftmine hat allerdings eine noch größere Vernichtungswirkung, weil die Abschirmung durch Nachbargebäude minimiert und die Druckwelle durch die schräge Reflexion verstärkt (siehe auch Luftexplosionen bei Kernwaffen) ist. Die dafür erforderlichen Abstandszünder wurden damals aber noch nicht eingesetzt.
Luftminen hatten ein Gewicht von mehreren hundert Kilogramm bis hin zu mehreren Tonnen und waren bis zu 80 Prozent ihres Gesamtgewichtes mit hochexplosivem Sprengstoff gefüllt. Im Vergleich zu normalen Mehrzweckbomben waren sie meist erheblich größer: mehrere Meter lang und im Durchmesser bis zu einem Meter dick, dabei jedoch verhältnismäßig dünnwandig umhüllt, weshalb nur ein relativ geringer Gewichtsanteil auf die Stahlhülle entfiel. Durch diese schwache Ummantelung und das hohe Gewicht bestand jedoch das Risiko, dass die Luftmine am Boden zerbarst, bevor der Aufschlagzünder ansprach. Aus diesem Grund hatten sie stets mehrere Zünder. In seltenen Fällen wurden Luftminen sogar an Fallschirmen abgeworfen. Dann konnten sie theoretisch auch mit einem Zeitzünder versehen werden.

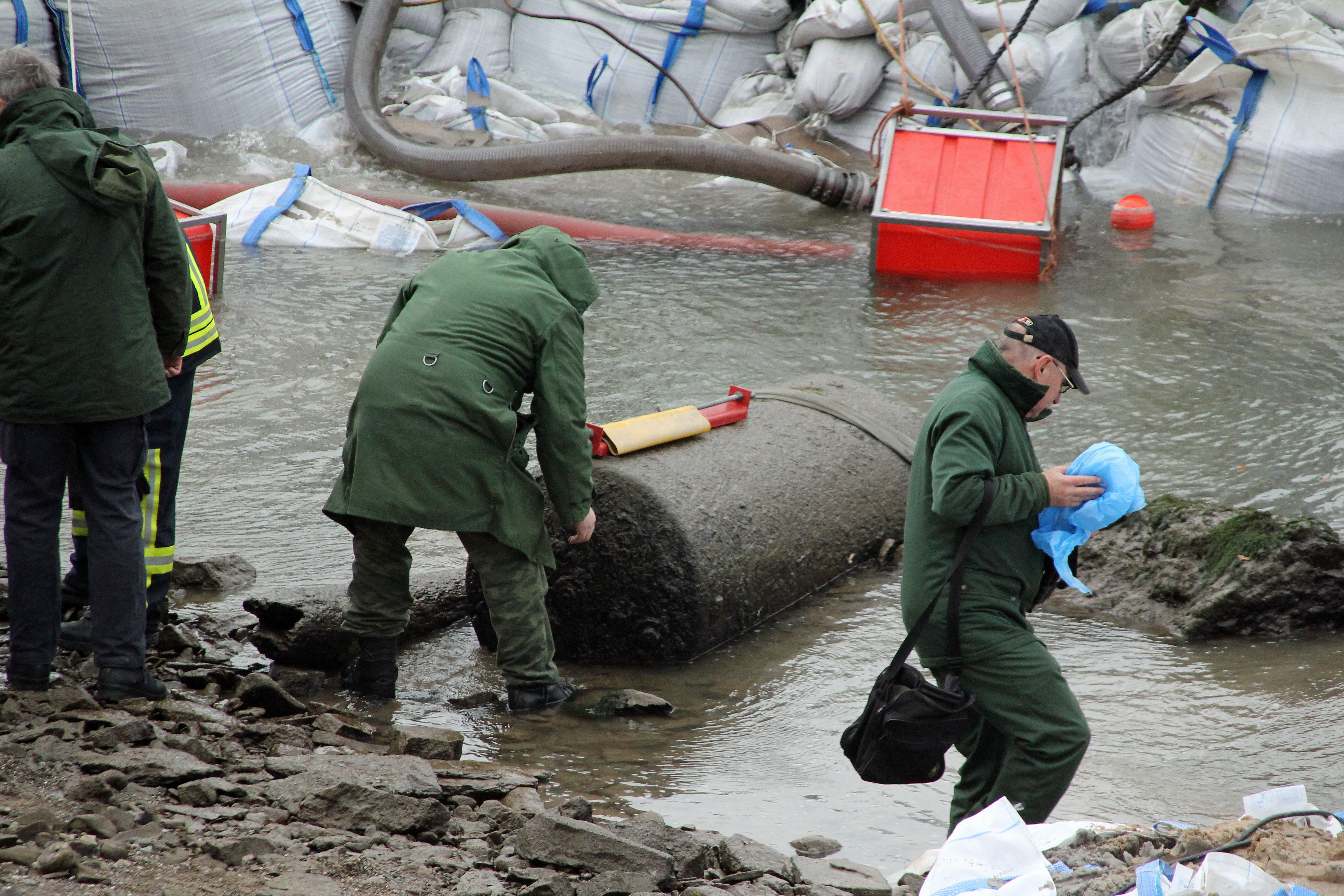
Britische 1,8 Tonnen schwere Luftmine, die bei der Entschärfung am 4. Dezember 2011 zur Evakuierung in Koblenz führte

Aufgrund der dünnen Stahlummantelung konnten Luftminen nicht tief in Gebäude oder in den Erdboden eindringen, was auch so gewollt war. Die Explosionskrater (Bombentrichter) waren daher relativ flach ausgebildet oder fehlten sogar völlig und auch die Splitterwirkung dieser Bomben war verhältnismäßig gering.
Die im Vergleich zu herkömmlichen Sprengbomben um ein Vielfaches stärkere Druckwelle war dagegen verheerend. Sie zerstörte im Umkreis von 100 Metern sämtliche Gebäude gewöhnlicher Bauart, riss im freien Gelände in bis zu einem Kilometer Entfernung Türen und Fensterrahmen heraus und ließ Fensterscheiben noch in einer Entfernung von zwei Kilometern zersplittern. Wenn solche Bomben gezielt über Wohngebieten explodierten, deckten sie die Dächer im Umkreis von mehreren hundert Metern ab. Aus diesem Grund wurden Luftminen auch eingesetzt, um Brandbomben einen guten Zugang zu leicht brennbaren Dachböden und -stühlen zu ermöglichen und so Großbrände zu entfachen; selbst wo in größerer Entfernung nur Fensterscheiben zerstört wurden, entstand noch eine bessere Ausbreitungsmöglichkeit für das Feuer, da Funken nun in Wohnräume gelangen konnten und Textilien oder Papier entzündeten. Ziel waren die sich selbst verstärkenden Feuerstürme. Straßen wurden durch die entstehenden Trümmer für Rettungskräfte unpassierbar. Direkte Opfer von Luftminen starben infolge der enormen Druckwelle an Lungenrissen.

## Begrifflichkeit
„Mine“ ist die lateinische Bezeichnung für Stollen beim Bergbau nach Mineralen. Nach der Erfindung des Schwarzpulvers wurden bei der Belagerung von Festungen auch Stollen unter die Mauern gegraben und mit Fässern von Pulver gefüllt, worauf der Stolleneingang verschlossen wurde um die Sprengwirkung nicht nach außen verpuffen zu lassen. Die Mineure sprengten daraufhin eine Bresche in die Mauer. Durch solche Unterminierung im Minenkrieg wurden im Ersten Weltkrieg ganze Alpengipfel mit feindlichen Stellungen weggesprengt. Unterirdisch oder im Wasser versteckte Sprengladungen, oder Bomben mit sehr großen Mengen Sprengstoff, werden als „Minen“ bezeichnet. 
Die technisch korrekte Bezeichnung Minenbombe ist auf die in Fachkreisen sogenannte Minenwirkung zurückzuführen, also auf die im Verhältnis zur Größe der Bombe besonders große Druckwelle. Es handelt sich nicht um Sperrwaffen wie Landminen oder Seeminen, die abgelegt werden und bei Berührung explodieren.
Die deutsche Luftwaffe benannte Seeminen, die per Luftabwurf verlegt werden konnten, als Luftmine (LM A, B, C und F). Tatsächlich setzte die deutsche Luftwaffe zu Beginn des Krieges als Behelf, weil wenige schwere Bomben zur Verfügung standen, auch Seeminen ein, die von Flugzeugen über Land als Sprengminen abgeworfen wurden. Möglicherweise führte dieser Umstand dazu, dass das deutschsprachige Programm der BBC diesen Begriff übernahm, und sich dieser durch das Hören des Feindsenders in der deutschen Sprache etabliert hat. Die deutsche Luftwaffe verwendete zwar den Begriff Minenbombe für die Sprengbombe Cylindrisch, die allerdings nicht der Definition der hier beschriebenen Luftmine, sondern einer Mehrzwecksprengbombe entsprach. Bei der deutschen Luftwaffe wurden die eigenen Minenbomben erst spät entwickelt und im offiziellen Sprachgebrauch als Großladungsbomben bezeichnet.
Die britische Luftwaffe bezeichnete ihre Minenbombenmodelle offiziell mit der Abkürzung HC für high capacity (hohe Füllmenge). Die amerikanische Luftwaffe verwendete hingegen die Bezeichnung light case (Leichtgehäuse).
Im Volksmund wurden die Luftminen-Blindgänger wegen ihrer großen Abmessungen oft als Badeofen oder Litfaßsäule oder ihrer Wirkung wegen als Wohnblockknacker bezeichnet. Auch die englische Bezeichnung Blockbuster rührt von der enormen Zerstörungskraft her, die ganze Häuserblöcke zerstören konnte.

## Modelle des Zweiten Weltkriegs

### Großbritannien

Die von der RAF verwendeten Bomben auf einem Verladeplatz während des Krieges: vorn zwei 1.000 bzw. 500 lb schwere Sprengbomben, dahinter eine Minenbombe HC 2.000 Mk.I, dann ein HC 4.000 Mk.III oder Mk.IV „Cookie“. Auf dem großen Transportwagen hinten ein aus drei 4000er „Cookies“ bestehender „Blockbuster“ (HC 12.000 LB).

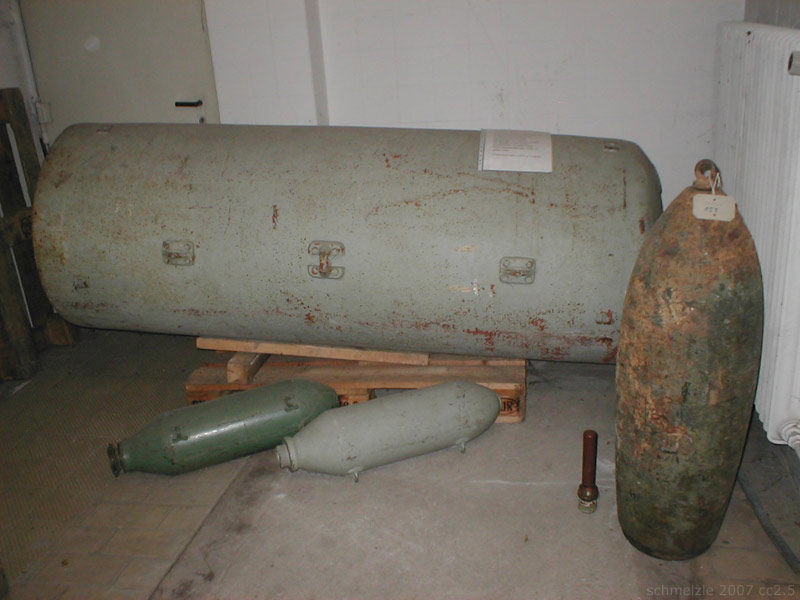
HC-4000-Blindgänger (1790 kg), überstrichen

Die erste von britischer Seite eingesetzte Minenbombe war die HC 2000 LB Mk I, eine Minenbombe der Gewichtsklasse 2000 Pfund (tatsächliches Gewicht rund 790 kg, das heißt 1733 lb) mit einer Sprengladung von 625 kg Amatol. Sie hatte eine kegelförmige Spitze mit einem Kopfzünder und wurde durch einen Fallschirm gebremst und stabilisiert. Die HC 2000 LB Mk III hatte schließlich eine flach gerundete Stirnfläche mit drei Kopfzündern und ein Blechleitwerk. Die HC 2000 LB hatte einen Durchmesser von 470 mm und eine Länge des Bombenkörpers von 2655 mm; die Gesamtlänge mit Blechleitwerk (Mk.III) betrug 3327 mm.

Die nächstgrößere Minenbombe, die HC 4000 LB („Cookie“), war vergleichbar aufgebaut; zunächst mit kegelförmiger Spitze und einem Zünder sowie zwei bis vier seitlichen Zünderaufnahmebuchsen, einem Gewicht von 1789 kg bei 1350 kg Amatol (HC 4000 LB Mk.I), später dann ebenfalls mit flach gerundeter Stirnfläche, drei Kopfzündern und zwei seitlichen Zünderbuchsen und bis zu 1500 kg Torpex (HC 4000 LB Mk.II bis Mk.VI). Die HC 4000 LB wies einen Durchmesser von 760 mm (Mk.I) beziehungsweise 750 mm (Mk.II – VI) und eine Länge von 2960 mm (Mk.I) oder 2730m m (Mk.II – VI) auf.
Sie wurde zum ersten Mal am 1. April 1941 bei einem Angriff auf Emden abgeworfen; bis Kriegsende warf die Royal Air Force insgesamt 68.000 Luftminen dieses Typs ab. Voraussetzung für den Abwurf solch schwerer Bomben waren Bomber mit hoher Nutzlast.
Die Royal Air Force erhielt ab Ende 1941 die Avro Lancaster.

Die nächste Kategorie wurde nach dem Baukastenprinzip entwickelt: zunächst die HC 8000 LB, bestehend aus zwei Segmenten mit einem Durchmesser von 965 mm und einer Länge des Bombenkörpers von 2410 mm, die Gesamtlänge betrug je nach Leitwerkstyp 3340 oder 4040 mm. Diese Minenbombe hatte bei einem Gesamtgewicht von 3590 kg eine 2450-kg-Sprengladung aus Amatex 9 (51 % Ammoniumnitrat, 40 % TNT, 9 % RDX (Torpex)), später sogar 2670 kg Torpex 2.

Im September 1943 bestätigten sich die Befürchtungen der deutschen Experten, die diese nach den Funden der ersten HC 8000 LB gehabt hatten: Man konnte aus einem Kopfteil und zwei Heckteilen der HC 8000 eine HC 12000 LB zusammenbauen. Diese hatte nun einen 3620 mm langen Bombenkörper; sie war – abhängig vom Leitwerk – 4722 oder 5420 mm lang, von dem Gesamtgewicht von 5450 kg entfielen 3670 kg auf den Sprengstoff Amatex (oder 4000 kg Torpex 2).

### Deutschland

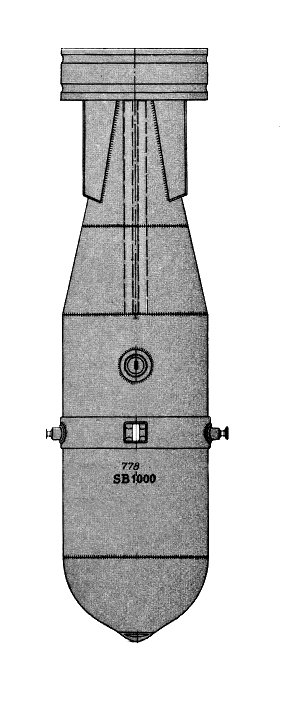
SB 1000, 1000 kg

Bei der deutschen Luftwaffe wurden im Zweiten Weltkrieg die dünnwandigen Sprengbomben als Minenbomben bezeichnet. Diese Bomben erhielten die übliche Bezeichnung, die sich aus den Buchstaben SC (Sprengbombe Cylindrisch) und der Gewichtsklasse in kg zusammensetzt.
Der oben aufgeführten Definition der Sprengbombe mit sehr hohem Sprengstoffanteil entsprechen die in der Luftwaffe eingeführten „Großladungsbomben“:
- SB-1000, 735 kg Sprengstoff Amatol 60/40 (60 % TNT, 40 % Ammoniumnitrat)
- SB-2500, rund 1640 kg Amatol 60/40 – eine Versuchsversion aus Aluminium mit 2000 kg Fp 60/40 konnte nur bis 1942 hergestellt werden.
- SA-4000, etwa 2700 kg Amatol 50/50 (bei 3360 kg Gesamtgewicht; wurde nur als Versuchsmuster gebaut)

Der deutschen Luftwaffe standen für den Bombenkrieg zunächst nur zweimotorige „taktische“ Bomber zur Verfügung, wie Heinkel He 111, Junkers Ju 88, Dornier Do 217. Diese Kampfgeschwader sollten ursprünglich die Landstreitkräfte unterstützen und konnten lediglich eine Bombenlast bis 2500 kg ins relativ nahe Ziel tragen. Im Verlauf des Kriegs wurde die Leistungsfähigkeit bis auf 7300 kg gesteigert (Heinkel He 177, wenn auch bei verringerter Reichweite), allerdings reichte die Leistungsfähigkeit nie auch nur annähernd an die der viermotorigen „strategischen“ Bomber der Amerikaner und Briten heran. Diese konnten eigenständig weit hinter den Frontlinien bombardieren.

### Vereinigte Staaten

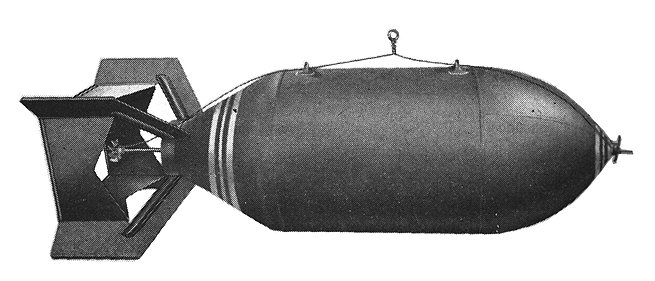
AN-M56, 1920 kg

Die amerikanische Luftwaffe setzte neben den GP-Bomben (General Purpose = Mehrzweckbomben mit Sprengstoffanteil um die 50 %) nur eine entsprechende Minenbombe ein: „Bomb, light-case, 4,000-lb M56“.
Technische Daten: Gesamtlänge mit Leitwerk rund 2980 mm, Länge Bombenkörper 2430 mm, Durchmesser Bombenkörper 870 mm, Gesamtgewicht 1905 kg, davon 1470 kg (77 %) Sprengstoff Amatol.
Die LC 4000 lb wurde im Belehrungsblatt über Beseitigung feindlicher Abwurfmunition Nr. 8 vom 15. Februar 1943 erstmals erwähnt, allerdings erst als Lichtbild mit der (falschen) Bezeichnung „Bombe DEMO 4000 LB“.

## Entwicklung nach dem Zweiten Weltkrieg

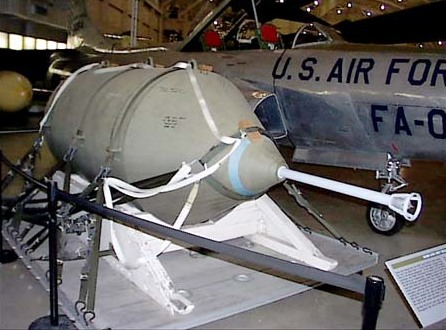
Eine BLU-82B in einer Ausstellung der US Air Force

Die Hauptaufgabe der Minenbomben im Zweiten Weltkrieg war, Dächer abzudecken, um Brandbomben einen besseren Zugang zu brennbarem Material zu geben. Die Einführung der Atombombe am Ende des Zweiten Weltkriegs veränderte die Luftkriegsführung vollständig. Die Flächenbombardements wurden obsolet, denn nun ging die Zerstörungskraft von einer einzigen Bombe aus. Deshalb verschwanden die großen Minenbomben aus den Arsenalen.
Dennoch hat die amerikanische Luftwaffe für Spezialaufgaben zwei Modelle entwickelt: Die BLU-82B (Daisy Cutter) wurde vorrangig entwickelt, um Lichtungen für Hubschrauberlandeplätze im Dschungel von Vietnam zu schaffen. Der Nachfolger, GBU-43/B Massive Ordnance Air Blast (MOAB, umgangssprachlich Mother of all bombs genannt), galt bis September 2007 als die größte konventionelle Bombe und wird GPS-gesteuert vor dem Auftreffen auf die Oberfläche gezündet. Beide Bomben sind so groß, dass sie nicht von Bombern, sondern von umgebauten Frachtflugzeugen abgeworfen werden müssen.
Als Waffe mit ähnlichem Einsatzzweck wurde die Aerosolbombe entwickelt. Diese erreicht eine vergleichbare Wirkung mit weniger Masse. Die russische Aerosol-Bombe Vater aller Bomben gilt als die stärkste konventionelle Bombe der Welt.

### Entschärfungen und Evakuierungen
In Deutschland wurden bei Entschärfungen von Luftminen mehrfach umfangreiche Evakuierungen vorgenommen, so 2011 in Koblenz, 2016 in Augsburg und 2017 in Frankfurt, letztere mit 65.000 evakuierten Personen die größte derartige Maßnahme in der Geschichte der Bundesrepublik, sowie am 8. April 2018 in Paderborn mit 26.400 evakuierten Personen.